# Dagger Records
Pour les articles homonymes, voir Complexe de Dagger et Dagger in the Library.
Dagger Records est un label américain basé à Seattle proposant aux amateurs de Jimi Hendrix des pirates officiels (concerts, enregistrements studios rares et jams), en coordination avec Experience Hendrix, L.L.C. et MCA Records.
La première publication de Dagger Records fut le Live at the Oakland Coliseum, enregistrement d'un concert de The Jimi Hendrix Experience datant du 27 avril 1969. Le label a publié treize albums. Les albums publiés par Dagger Records ne sont pas disponibles dans les bacs, le seul moyen de se les procurer étant de les commander en ligne.

## Discographie
- Live at the Oakland Coliseum (1998)
- Live at Clark University (1999)
- Morning Symphony Ideas (2000)
- Live in Ottawa (2001)
- The Baggy's Rehearsal Sessions (2002)
- Paris 67 / San Francisco 68 (2003)
- Hear My Music (2004)
- Live at the Isle of Fehmarn (2005)
- Burning Desire (2006)
- Live in Paris and Ottawa 1968 (2008)
- Live at Woburn (2009)
- Live in Cologne (2012)
- Live At George’s Club 20 1965 & 1966 - Curtis Knight featuring Jimi Hendrix (2017)